# Municipio de Plymouth (Dakota del Norte)
El municipio de Plymouth (en inglés: Plymouth Township) es un municipio ubicado en el condado de Grand Forks en el estado estadounidense de Dakota del Norte. En el año 2010 tenía una población de 68 habitantes y una densidad poblacional de 0,73 personas por km².

## Geografía
El municipio de Plymouth se encuentra ubicado en las coordenadas 48°3′41″N 97°50′29″O / 48.06139, -97.84139. Según la Oficina del Censo de los Estados Unidos, el municipio tiene una superficie total de 93.52 km², de la cual 93,36 km² corresponden a tierra firme y (0,17 %) 0,16 km² es agua.

## Demografía
Según el censo de 2010, había 68 personas residiendo en el municipio de Plymouth. La densidad de población era de 0,73 hab./km². De los 68 habitantes, el municipio de Plymouth estaba compuesto por el 100 % blancos. Del total de la población el 0 % eran hispanos o latinos de cualquier raza.